# Jacques Étienne de Laurenceau
Pour les articles homonymes, voir Laurenceau.
Jacques Étienne de Laurenceau est un homme politique français né le 10 janvier 1815 à Poitiers (Vienne) et décédé le 5 septembre 1873 à Vouillé (Vienne).

## Biographie
Propriétaire, il est conseiller municipal de Poitiers en 1848, conseiller général du canton de Vouillé de 1848 à 1867 et député de la Vienne de 1849 à 1851 et de 1871 à 1873, siégeant à droite, avec les monarchistes.

## Sources
- « Jacques Étienne de Laurenceau », dans Adolphe Robert et Gaston Cougny, Dictionnaire des parlementaires français, Edgar Bourloton, 1889-1891 [détail de l’édition]